# تيليلان
تيليلان أو تينيلان هو أحد قصور بلدية أدرار بدائرة أدرار التابعة لولاية أدرار بالجنوب الغربي الجزائري.

## أصل التسمية
تيليلان: وأصلها في الزناتية تينيلان وتنقسم إلى قسمين تين و إلال وتعني مكان الأحرار.

## التاريخ
عام 1647 م (1057/1056 هـ) إنتقل سيدي الحاج أحمد بن يوسف من أولاد أونقال إلى تيليلان، وفي السنة الموالية يوسس زاويته بها.

## السكان
يسكن تيليلان مرابطون عرب أصلهم من بودة.

## النشاط الفلاحي
يعمل أغلب سكان قصر تيليلان في الفلاحة التي يغلب عليها غرس النخيل ويستعمل السكان تقنية الفقارة لتوفير المياه للسقي، نجد بتيليلان خمس فقارات هي:

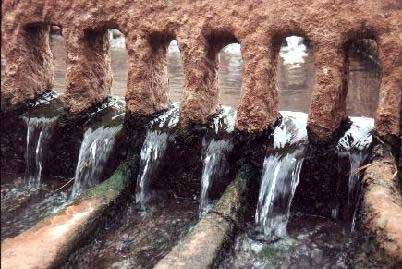
قصري لتقسيم ماء الفقارة

| اسم الفقارة | عدد الآبار |
| ----------- | ---------- |
| بغداد       | ؟          |
| شعب         | ؟          |
| السبخة      | ؟          |
| تاركمون     | ؟          |
| الزاوية     | ؟          |